# Xã Kentucky, Quận Madison, Arkansas
Xã Kentucky (tiếng Anh: Kentucky Township) là một xã thuộc quận Madison, tiểu bang Arkansas, Hoa Kỳ. Năm 2010, dân số của xã này là 265 người.